# 2007年8月

## 8月31日
- 日本民主党组建新领导班子。CCTV（页面存档备份，存于）
- 中国向联合国通报中国军备透明制度重要举措。新华网
- 美国白宫新闻发言人斯诺辞职。新民晚报
- Crypton Future Media以Yamaha的VOCALOID 2語音合成引擎為基礎，開發的虛擬女性歌手軟體，角色主唱系列的第一作，初音未來正式發售
- 马来西亚庆祝独立50周年。BBC中文网（页面存档备份，存于）
- 英国王室和戴安娜王妃生前亲友齐集伦敦白金汉宫附近的卫兵教堂，举行追思仪式，悼念戴妃去世十周年。BBC中文网（页面存档备份，存于）
- 美国总统布什宣布一系列化解次级房贷危机的措施。BBC中文网1（页面存档备份，存于） BBC中文网2（页面存档备份，存于）
- 中国运动员刘翔在世界田径锦标赛男子110米栏决赛中夺冠。成为世界高栏历史上首个将奥运冠军、世界锦标赛冠军和世界纪录保持者集于一身的运动员。新浪网（页面存档备份，存于） 新华网

## 8月30日
- 中國國防部長曹剛川访问日本，分别與日本防衛大臣高村正彥、外相町村信孝、首相安倍晋三在東京進行會談，日方希望中國能提高軍事透明度。BBC中文網（页面存档备份，存于）中時電子報[永久]新华网（页面存档备份，存于）中新网（页面存档备份，存于）
- 一名女子疑似透過注射胎盤素而感染克雅二氏症。東森新聞（页面存档备份，存于）
- 《福布斯》杂志公布2007年“世界百名权威女性”排名榜，默克尔、吴仪、何晶分列前三。新华网 福布斯（页面存档备份，存于）
- 遭塔利班挾持的最後7名韓國人質獲得釋放，韓國人質危機落幕。

## 8月29日
- 美国洛克希德-马丁公司向美国空军交付第100架F-22「猛禽」战斗机，这架飞机被部署于美国太平洋司令部。新华网 Archive.today的存檔，存档日期2013-04-28
- 中国发生多项重要人事任免。中国雅虎
- 欧盟委员会决定，对中国节能灯泡征收的反倾销关税延长一年。新華網
- 第64届威尼斯电影节开幕，中国导演张艺谋应邀出任评委会主席。新浪（页面存档备份，存于）
- 智利首都圣地亚哥爆发大规模示威游行，有超过400人被警方逮捕，另有100人受伤，其中包括一名参议员。新华网（页面存档备份，存于）

## 8月28日
- 塔利班与韩国政府代表团达成协议，将释放所有韩国人质。新华网 Archive.today的存檔，存档日期2013-04-28
- 阿卜杜拉·居尔宣誓就任土耳其总统。新華網 Archive.today的存檔，存档日期2013-04-28
- 巴以领导人首次讨论巴最终地位问题。國際在線（页面存档备份，存于）

## 8月27日
- 美國常務副國務卿约翰·内格罗蓬特接受鳳凰衛視專訪，就台灣入聯公投發表嚴厲公開表態。CCTV（页面存档备份，存于）
- 德国总理默克尔在北京人民大会堂分别会见中国国务院总理温家宝和国家主席胡锦涛。 新浪网（页面存档备份，存于） 新华网 Archive.today的存檔，存档日期2013-04-28
- 台灣宏碁以7.1亿美元收购美商捷威。新浪（页面存档备份，存于）
- 安倍晋三对日本内阁进行首次全面改组，与谢野馨、町村信孝和高村正彦分别出任官房长官、外务大臣和防卫大臣。新华网（页面存档备份，存于）

## 8月26日
- 德国农场发现禽流感疫情。新華網（页面存档备份，存于）
- 美國中西部6個州發生嚴重水災，至少26人死亡 。MSNBC

## 8月25日
- 俄罗斯举行图-22M战略轰炸机演习。鳳凰網
- 日本内阁下周改组 防卫大臣小池百合子表示拒绝留任。鳳凰網
- 日本自卫队中央快速反应部队首次被派往海外。新華網（页面存档备份，存于）
- 希腊正在经历数十年来最严重的森林火灾，已经有63人葬身火海，总理卡拉曼利斯宣布全国进入紧急状态。新华网 Archive.today的存檔，存档日期2013-04-28

## 8月24日
- 美國總統布什明確表示在其總統任期之內不会從伊拉克撤军。新華網（页面存档备份，存于）

## 8月23日
- 尼泊尔大臣会议（内阁）决定，把目前由尼泊尔王室使用的、包括纳拉扬希蒂王宫在内的7座宫殿注册为政府所有，并由文物局管理。 新华网（页面存档备份，存于）
- 巴基斯坦最高法院作出裁定，允许流亡海外的巴前总理、反对党穆斯林联盟（谢里夫派）领导人纳瓦兹·谢里夫回国。新华网

## 8月21日
- 颶風迪安吹襲墨西哥尤卡坦半島沿岸地區。BBC中文网（页面存档备份，存于）
- 因担心颶風迪安的影响，腹部受伤的奮進號太空梭提前返航，在佛罗里达肯尼迪航天中心安全着陆。新华网（页面存档备份，存于）

## 8月20日
- 中華航空120號班機由台北飛抵日本沖繩那霸機場後起火，3人受傷。東森新聞[]明報
- 亚太股市集体井喷，香港、澳大利亚、新加坡以及韩国等股市出现几年以来的最大日涨幅。新华网（页面存档备份，存于）

## 8月19日
- 颱風聖帕於18日早上在台灣東部登陸然後出海，並於凌晨时分在福建省泉州市惠安县崇武镇登陆。BBC中文网（页面存档备份，存于）
- 泰国举行当地历史上第一次对宪法草案的全民公决投票。BBC中文网（页面存档备份，存于）
- 世界羽毛球錦標賽落幕，中国选手获得男单、女单和女双三枚金牌，印尼选手在混双和男双中称王。新华网 Archive.today的存檔，存档日期2013-01-05

## 8月18日
- 一架共载有136名乘客的土耳其航班在从北塞浦路斯飞往伊斯坦布尔的途中遭遇劫持，两名劫机者随后投降。BBC中文网（页面存档备份，存于）
- 8月18日——聖帕颱風清晨5時許（UTC+8）登陸台灣，上午11時出海，翌日凌晨登陸福建省。
- 中国山东省新泰市华源煤矿发生溃水事故，172人遇难（中国政府网（页面存档备份，存于））。

## 8月17日
- 山东新泰张庄煤矿发生淹井事故， 171人下落不明。新华网（页面存档备份，存于）
- 8月9日至8月17日——“和平使命-2007”上海合作组织成员国武装力量联合反恐军事演习举行。

## 8月16日
- 上海合作组织成员国元首理事会会议在吉尔吉斯斯坦首都比什凯克举行，会议发表了联合公报。新华网 Archive.today的存檔，存档日期2013-04-28
- 秘魯首都利馬100公里外發生8.0級猛烈地震，联合国称地震造成的死亡人数已上升到450人。 霍士新聞 USGS 路透（页面存档备份，存于）新华网 Archive.today的存檔，存档日期2013-04-28

## 8月15日
- 諾基亞公司宣布，由於日本松下電器子公司設在中國的工廠為該公司生產的BL-5C型號電池生產過程發生缺陷，可能導致電池短路過熱引發危險，該公司決定無償替換4600萬個同型鋰電池，這次更換問題鋰電池的數量為史上最高。自由電子報
- 香港落馬洲支線管制站及深圳福田口岸、九廣東鐵落馬洲支線啟用，成為香港第二個鐵路口岸。

## 8月14日
- 湖南省凤凰县凤大公路堤溪沱江大桥整体坍塌，已经确认47人死亡，21人受伤，13人失踪。官方定性为特大灾难性事故。新华网网易新闻
- 國民黨總統候選人馬英九特別費案一審宣判，台北地方法院裁定他詐領特別費及公務背信罪名不成立。明報
- 美国玩具商美泰宣布在全球召回近2000万个中国制造的玩具，其中包括在美国召回900多万个玩具。BBC中文网（页面存档备份，存于）

## 8月13日
- 阿富汗塔利班组织释放两名绑架的韩国女人质，移交给加兹尼省的红新月会。新华网（页面存档备份，存于）人民网（页面存档备份，存于）
- 凤凰县沱江大桥垮塌事故，北京时间16时45分许，位于中国湖南省凤凰县的在建的沱江大桥突然坍塌。此次事故中，64人遇难。

## 8月10日
- 韩国官员和塔利班代表就2007年塔利班挾持韓國人質事件进行了首次面对面谈判。BBC中文网（页面存档备份，存于）
- 盧森堡法文報「盧森堡之聲」在該報刊登的社論中，顯然對中國在不顧人權之下，仍能繼續籌備舉辦北京奧運，感到無奈。中央社[]

## 8月8日
- 是日為北京奧運倒數一周年，北京有多項活動慶祝。 星島日報
- 科學家公佈在肯亞發現能人和直立猿人同時存在的證據，可能推翻科學界普遍相信的人類進化推論。國家地理雜誌（页面存档备份，存于）
- 東帝汶前總統夏納納·古斯芒就任該國第四任總理。英國廣播公司（页面存档备份，存于）
- 美国奋进号航天飞机从佛罗里达肯尼迪航天中心发射升空。宇航员之一的巴巴拉·摩根是美国宇航局首位专门“太空教师”。BBC中文网（页面存档备份，存于）

## 8月7日
- 上海合作组织成员在俄罗斯的车里雅宾斯克开始了“2007年和平使命”反恐演练，这是该组织成立以来第三次举行联合军事演习。BBC中文网（页面存档备份，存于）
- 格魯吉亞指俄羅斯戰機侵入其領空，並投下一枚導彈。俄方否認。路透社（页面存档备份，存于）
- 阿根廷與委內瑞拉簽訂能源安全協定。英國廣播公司（页面存档备份，存于）
- 美國職棒舊金山巨人隊球員貝瑞·邦茲以756支全壘打超越漢克阿倫所保持的美國職棒最新記錄。

## 8月6日
- 美國食品及藥物管理局批准了一種名為Selzentry的愛滋病新藥。國家郵報
- 伊拉克前總理阿拉維所領導的伊拉克名單黨五名內閣成員宣佈抵制政府。中國時報[永久]

## 8月5日
- 巴西機場管理局的首長繼國防部長後被當局撤換，為上月的空難負責。BBC中文網（页面存档备份，存于）
- 黎巴嫩國會舉行補選，以填補兩位被殺議員的空缺。英國廣播公司（页面存档备份，存于）
- 海灣阿拉伯國家合作委員會計劃投資興建連接所有成員國的鐵路。阿拉伯時報（页面存档备份，存于）

## 8月4日
- 美国宇航局最新火星探测器“凤凰号”成功搭载三角型运载火箭从佛罗里达肯尼迪航天中心升空。BBC中文网[]
- 美國軍事法庭以姦殺一名伊拉克少女以及將她的家人滅口罪名，判處上等兵斯皮爾曼（Jesse Spielman）入獄110年。新華社（页面存档备份，存于）

## 8月3日
- 台湾台北地检署以2006年10月10日举行的天下围攻活动没有经过申请，涉违反集会游行法，以首谋身分起诉施明德等16人。BBC中文网（页面存档备份，存于）
- 日本和韩国就两国航空自由化问题达成原则协议。新华网 Archive.today的存檔，存档日期2013-04-28
- 俄羅斯向埃克森美孚施壓，禁止將庫頁島的天然氣賣予中國。環球郵報
- 英國爆發口蹄疫。BBC中文網（页面存档备份，存于）

## 8月2日
- 英国公布2005年7月22日巴西青年梅内泽斯被误杀事件的独立调查报告。报告说，警方事后反应严重失误。BBC（页面存档备份，存于）
- 杭州钱塘江潮水卷走30余人，其中22人获救，12人遇难。CCTV（页面存档备份，存于）
- 剛果民主共和國一列載貨火車有7個車廂出軌，造成至少100人死亡，數十人受傷。法新社
- 俄羅斯科學家在北極海床放置一面用鈦金屬製成的俄羅斯國旗以宣示主權。明報（页面存档备份，存于）
- 中国共产党第十七次全国代表大会代表选举工作顺利完成，选举产生了代表2217名。新华网（页面存档备份，存于）

## 8月1日
- 伊拉克最大的遜尼派政黨聯盟“伊拉克共識陣線”宣佈，所屬六名部長退出馬利基領導的伊拉克政府。新華社 Archive.today的存檔，存档日期2013-04-28
- 國際石油價格升至每桶78.77美元，為歷史新高。路透社（页面存档备份，存于）
- 來自蒙古的朝青龍成為歷史上首位被停賽的橫綱級相撲力士。每日新聞[]
- 美國明尼蘇達州明尼阿波利斯一條橫跨密西西比河的I-35W州際高速公路橋樑，在當地時間周三傍晚突然坍塌，造成13人喪生，145人受傷（CNN）（ABC）（页面存档备份，存于）（當時攝像-Video）（页面存档备份，存于）